# Jordens historia

Geologisk tid.

Jordens historia sträcker sig från det att planeten jorden bildades i samband med att Solsystemet bildades för ungefär 4,6 miljarder år sedan fram till i dag. Den tid som jorden har funnits har man delat in i olika geologiska tidsperioder, där den största indelningen är en eon. Det finns fyra eoner, hadeikum, arkeikum, proterozoikum och fanerozoikum.
Till skillnad från jordens historia syftar världens historia på mänsklighetens historia.

### Fotnoter
1. ↑  ”Atmosfärens historia”. SMHI. 1 oktober 2013. http://www.smhi.se/kunskapsbanken/meteorologi/atmosfarens-historia-1.5817. Läst 5 november 2015.